# Lasjkenderi
Lasjkenderi (georgiska: ლაშკენდერი; ryska: Лашкендар, Lasjkendar) är ett berg i autonoma republiken Abchazien i nordvästra Georgien. Dess högsta topp är 1 373 meter hög. 
Berget är ett av Abchaziens sju helgedomar. Det finns även en kyrkruin på en av bergets mindre toppar (945 m). Kyrkan har reliefer av leoparder (eller möjligen hundar). Datum för uppförandet  är omstritt och varierar mellan 600-talet till 1000-talet.

### Fotnoter
1. ↑  А.И. Джопуа, А.Ю. Скаков, А.В. Федотова. ”Разведки на горе Лашкендар”. Kolhida. Arkiverad från originalet den 25 juli 2011. https://web.archive.org/web/20110725182842/http://kolhida.ru/index.php3?path=_expedition&source=lashkendar_2007. (ryska)